# Saint-Victurnien
Saint-Victurnien (tiếng Occitan: Sent Vertunian) là một xã của tỉnh Haute-Vienne, thuộc vùng Nouvelle-Aquitaine, miền trung nước Pháp.